# Andreas Christensen
Andreas Bødtker Christensen (Lillerød, 10. travnja 1996.) danski je nogometaš koji igra na poziciji stopera. Trenutačno igra za Barcelonu.

## Klupska karijera

### Chelsea
Godine 2012. kao 15-godišnjak je prešao u Chelsea iz Brøndbya. Za Chelsea je debitirao 28. listopada 2014. u utakmici četvrte runde Engleskog Liga kupa u kojoj je Shrewsbury Town izgubio 1:2. Dana 13. travnja 2015. postigao je autogol u finalu UEFA Lige mladih protiv Šahtara, no Chelsea je na kraju osvojio natjecanje dobivši Šahtar 2:3. U Premier ligi je debitirao 24. svibnja kada je Sunderland izgubio 3:1.

### Borussia Mönchengladbach (posudba)
Dana 10. srpnja 2015. Christensen je poslan na dvogodišnju posudbu u Borussiju Mönchengladbach. Debitirao je 10. kolovoza u utakmici prve runde DFB-Pokala u kojoj je ispao St. Pauli izgubivši 1:4. Pet dana kasnije Christensen je ostvario svoj debi u Bundesligi i to protiv Borussije Dortmund koja je pobijedila Borussiju Mönchengladbach 4:0. Svoja prva dva klupska pogotka postigao je 5. veljače 2016. kada je Werder Bremen poražen 5:1 u Bundesligi. Imenovan je igračem sezone Borussije Mönchengladbach za tu sezonu.

### Povratak u Chelsea
Dana 29. svibnja 2021. zamijenio je ozlijeđenog Thiaga Silvu u 39. minuti finala UEFA Lige prvaka 2020./21. u kojem je Manchester City izgubio s minimalnih 0:1. Christensen je svoj prvi klupski pogodak postigao 20. listopada kada je Malmö izgubio 4:0 u UEFA Ligi prvaka.

### Barcelona
Besplatno je 4. srpnja 2022. prešao u Barcelonu s kojom je potpisao četverogodišnji ugovor. Za novi klub debitirao je u ligaškoj utakmici bez golova odigrane 13. kolovoza protiv kluba Rayo Vallecano.

## Reprezentativna karijera
Za Dansku je debitirao 8. lipnja 2015. kada je Danska u prijateljskoj utakmici pobijedila Crnu Goru 2:1. Prvi pogodak za Dansku postigao je 14. studenog 2017. kada je Irska izgubila 1:5 u kvalifikacijama za Svjetsko prvenstvo 2018. Na tom natjecanju ispao je s Danskom u osmini finala protiv Hrvatske. Na Europskom prvenstvu 2020. Danska je izgubila 2:1 od Engleske u produžetcima. Bio je dio danske momčadi na Svjetskom prvenstvu 2022.

## Priznanja

### Individualna
- Danski talent godine: 2015.[23][24]
- Igrač godine Borussije Mönchengladbach: 2015./16.[25]
- Mladi igrač godine Chelseaja: 2017./18.[26]

### Klupska
Chelsea Youth
- FA Youth Cup: 2013./14.[27]
- UEFA Liga mladih: 2014./15.[28]

Chelsea
- FA kup: 2017./18.;[29] finalist: 2019./20.,[30] 2020./21.[29]
- UEFA Liga prvaka: 2020./21.[31]
- UEFA Europska liga: 2018./19.[32]
- UEFA Superkup: 2021.[33]
- FIFA Svjetsko klupsko prvenstvo: 2021.[34]
- Engleski Liga kup (finalist): 2018./19.[35]

Barcelona
- La Liga: 2022./23.[36]
- Supercopa de España: 2022./23.[37]

## Vanjske poveznice
- Andreas Christensen, Barcelona
- Andreas Christensen, La Liga
- Andreas Christensen u UEFA-inim natjecanjima (engl.)
- Profil, Transfermarkt